# Сент-Ліо (Флорида)
Сент-Ліо (англ. St. Leo) — місто (англ. town) в США, в окрузі Паско штату Флорида. Населення — 2362 особи (2020).

## Географія
Сент-Ліо розташований за координатами 28°20′14″ пн. ш. 82°15′30″ зх. д. / 28.33722° пн. ш. 82.25833° зх. д. (28.337329, -82.258293).  За даними Бюро перепису населення США в 2010 році місто мало площу 4,20 км², з яких 3,53 км² — суходіл та 0,67 км² — водойми. В 2017 році площа становила 3,36 км², з яких 2,90 км² — суходіл та 0,46 км² — водойми.

## Демографія
Згідно з переписом 2010 року, у місті мешкало 1340 осіб у 123 домогосподарствах у складі 92 родин. Густота населення становила 319 осіб/км².  Було 140 помешкань (33/км²).
Расовий склад населення:
| - 77,0 % — білих - 14,6 % — чорних або афроамериканців - 1,8 % — азіатів - 0,2 % — корінних американців - 0,1 % — вихідців з тихоокеанських островів - 3,0 % — осіб інших рас |

До двох чи більше рас належало 3,3 %. Частка іспаномовних становила 12,2 % від усіх жителів.
За віковим діапазоном населення розподілялося таким чином: 3,8 % — особи молодші 18 років, 89,9 % — особи у віці 18—64 років, 6,3 % — особи у віці 65 років та старші. Медіана віку мешканця становила 20,7 року. На 100 осіб жіночої статі у місті припадало 93,9 чоловіків;  на 100 жінок у віці від 18 років та старших — 93,5 чоловіків також старших 18 років.
Середній дохід на одне домашнє господарство  становив 153 169 доларів США (медіана — 92 500), а середній дохід на одну сім'ю — 168 442 долари (медіана — 113 750). Медіана доходів становила 38 750 доларів для чоловіків та 45 833 долари для жінок. За межею бідності перебувало 17,1 % осіб, у тому числі 14,8 % дітей у віці до 18 років та 15,3 % осіб у віці 65 років та старших.
Цивільне працевлаштоване населення становило 382 особи. Основні галузі зайнятості: освіта, охорона здоров'я та соціальна допомога — 39,8 %, мистецтво, розваги та відпочинок — 17,8 %, фінанси, страхування та нерухомість — 16,8 %.